# Teriberka (fiume)
La Teriberka (in russo Териберка?; in lingua sami di Kildin: Тырьбэрь) è un fiume della Russia europea settentrionale situato nella parte settentrionale della penisola di Kola, è un tributario del mare di Barents. Scorre nei rajon Kol'skij e Lovozerskij dell'oblast' di Murmansk.
Il fiume scorre dal lago Rep"javr a un'altitudine di 205,3 m e sfocia nel golfo della Teriberka (mare di Barents) dove si trova l'omonimo villaggio. La corrente è rapida. Lungo il suo corso attraversa il lago Puarent"javr. La lunghezza del fiume è di 127 km, l'area del bacino è di 2 230 km².
Negli anni 1976-1990, sul fiume sono state costruite due centrali idroelettriche, formando i bacini di Verchneteriberskoe e Nižneteriberskoe.